# Баптизия
Бапти́зия (лат. Baptisia) — род цветковых растений, относящийся к семейству Бобовые (Fabaceae). Травянистые растения родом с востока Северной Америки.

## Ботаническое описание
Травянистые растения с глубокими корневищами и прямостоячими ветвистыми стеблями. Листья очерёдные, с тремя листочками, при высыхании чернеют.
Цветки крупные, декоративные, собраны в соцветия-кисти. Чашечка двугубая, колокольчатая, с пятью лопастями, верхние две иногда сросшиеся в одну. Венчик мотылькового типа, парус не длиннее крыльев. Тычинки в числе десяти, свободные. Завязь верхняя.
Плоды — довольно толстые бобы с изогнутым концом, несущие множество семян.

## Значение
Баптизия южная — зимостойкое декоративное растение, цветущее и плодоносящее в условиях Средней полосы России.
Баптизия красильная использовалась коренными жителями Северной Америки для окраски тканей в синий цвет, впоследствии также использовалась и европейскими поселенцами аналогично интродуцированной индигофере.
Многие виды рода ядовиты. Baptisia alba приписываются смертельные отравления скота, этот вид содержит алкалоиды — производные хинолизидина.

## Таксономия
Научное название рода образовано от др.-греч. βάπτω — «окрашивать», «пропитывать краской», «окунать в жидкость», что связано с использованием некоторых видов рода для окрашивания тканей. Род включает около 30 видов

### Синонимы
- Crotalopsis Michx. ex DC., 1825, nom. inval.
- Eaplosia Raf., 1837
- Lasinia Raf., 1837
- Pericaulon Raf., 1837
- Ripasia Raf., 1837

### Виды

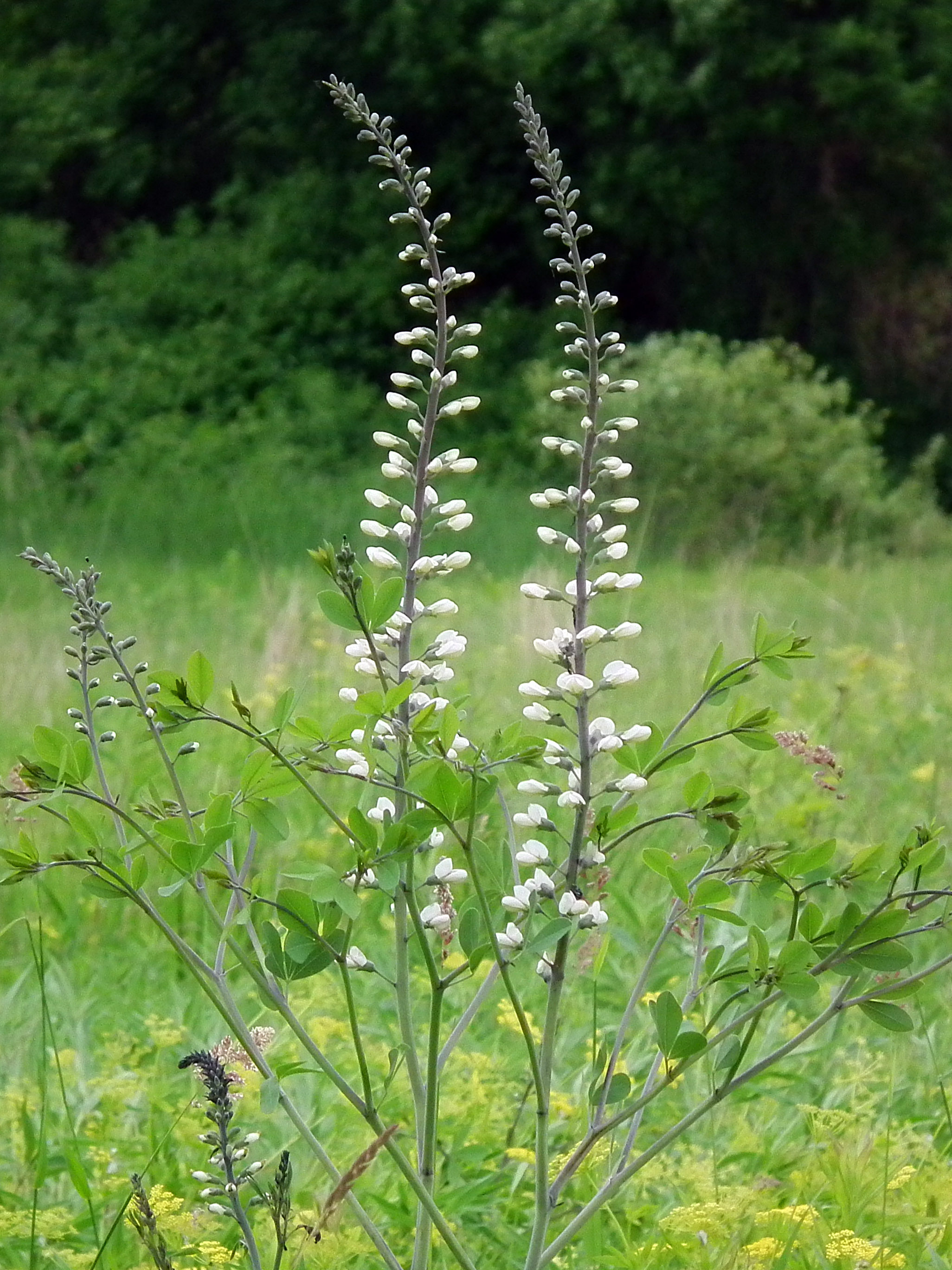
Baptisia alba

- Baptisia alba (L.) R.Br., 1811
- Baptisia arachnifera W.H.Duncan, 1944
- Baptisia australis (L.) R.Br., 1811 — Баптизия южная
- Baptisia bracteata Muhl. ex Elliott, 1817
- Baptisia calycosa Canby, 1878
- Baptisia cinerea (Raf.) Fernald & B.G.Schub., 1948
- Baptisia hirsuta Small, 1903
- Baptisia lanceolata (Walter) Elliott, 1817
- Baptisia lecontei Torr. & A.Gray, 1840
- Baptisia leucophaea Nutt., 1818
- Baptisia megacarpa Chapm. ex Torr. & A.Gray, 1840
- Baptisia nuttalliana Small, 1903
- Baptisia perfoliata (L.) R.Br., 1811
- Baptisia simplicifolia Croom, 1834
- Baptisia sphaerocarpa Nutt., 1834
- Baptisia tinctoria (L.) R.Br., 1811 — Баптизия красильная